# Нигредо (психология)
Нигредо — термин, введённый Карлом Густавом Юнгом, возможное состояние человека на начальном этапе психоаналитической работы, по аналогии с алхимическим нигредо. Юнг связывает его со встречей с архетипом Тени. Психологическое состояние человека на этом этапе характеризуется утратой внутренних ориентиров и негативным видением себя и окружающего мира. В сновидениях и фантазиях присутствуют образы смерти, разрушения, упадка, тьмы, всего подземного и отвратительного.